# Zygmunt Muchniewski
Zygmunt Muchniewski (30. července 1896 – 5. ledna 1979 Londýn) byl polský politik, předseda polské exilové vlády v letech 1970–1972.

## Život
V meziválečném období sloužil ve zpravodajské službě Sboru ochrany hranic, poté byl provinčním radou v Brestu, v letech 1932–1938 starostou v Tczewu a až do vypuknutí druhé světové války byl vedoucím společensko-politického oddělení vojvodského úřadu v Krakově. Po obsazení Polska Němci emigroval do Francie, kde bojoval v řadách polské armády, a později pracoval v odboji. 
Od roku 1948 žil v Británii. Angažoval se v politickém životě exilové Strany práce (Stronnictwo Pracy), později se angažoval v křesťanské demokracii. Dne 11. listopadu 1958 byl jmenován státním podsekretářem v prezidiu Rady ministrů ve druhé vládě Antoniho Pająka. V praxi vedl ministerstvo náboženských denominací, kultury a školství místo nemocného Stanisława Dołęgy-Modrzewského, a to až do jmenování dalšího vedoucího ministerstva 8. září 1959. Od 8. září 1959 byl ministrem polské politické emigrace v této vládě a od 4. ledna 1961 opět vedl ministerstvo náboženských denominací, vzdělávání a kultury, a to do 26. září 1963. Byl také ministrem polské politické emigrace ve třetí vládě Antoniho Pająka (1963–1965) a ve vládě Aleksandera Zawiszy. Od 16. července 1970 do 14. července 1972 byl předsedou polské exilové vlády, která v té době silně usilovala o sjednocení rozhádaných center polské emigrantské komunity. Od roku 1954 až do své smrti v roce 1979 byl členem exilové Národní rady.